# War Kingz
War Kingz es el nombre del primer mixtape del rapero puertorriqueño Cosculluela. Fue lanzado el 11 de diciembre de 2012 por Universal Music Latino y Rottweilas Inc.
Cuenta con las colaboraciones de Yomo, Elio & Wambo (Los Mafiaboyz) y Ian The Kid Capo. Este mixtape fue lanzado exclusivamente para apoyar la carrera de los integrantes de aquel momento de la compañía Rottweilas, Inc.

## Lista de canciones
| N.º | Título                                | Duración |  |
| 1.  | «La vida que vivo»                    | 3:47     |  |
| 2.  | «No te metas»                         | 3:36     |  |
| 3.  | «Hola que tal» (con Ian The Kid Capo) | 3:57     |  |
| 4.  | «Por las noches» (Los Mafiaboyz)      | 3:33     |  |
| 5.  | «Me gustas tú»                        | 2:51     |  |
| 6.  | «Parkiao» (con Los Mafiaboyz)         | 3:47     |  |
| 7.  | «Patrullando»                         | 4:19     |  |
| 8.  | «Desamor»                             | 3:24     |  |
| 9.  | «En el case» (con Los Mafiaboyz)      | 3:44     |  |
| 10. | «Mi herma» (con Yomo)                 | 2:59     |  |
| 11. | «Subelo»                              | 4:12     |  |